# Phainomena (Euklid)
Phainomena (griechisch Φαινόμενα) ist ein Werk der theoretischen und rechnenden Astronomie, das der Mathematiker Euklid von Alexandria um 300 v. Chr. verfasst hat. Das Hauptthema ist die Berechnung der Dauer des Tageslichts zu einem gegebenen Datum an einem gegebenen Breitengrad mit Mitteln der sphärischen Geometrie, wobei die Beobachtung der Auf- und Untergänge von Gestirnen und Himmelskreisen (z. B. Ekliptik) die Grundlage bildet.

## Aufbau und Authentizität
Das Werk besteht hauptsächlich aus 18 Propositionen über Auf- und Untergänge von Gestirnen und Himmelskreisen in einem sphärisch gedachten Kosmos. Dass Euklid der Autor ist, ist nicht gesichert, wird aber weitgehend angenommen, insbesondere weil schon antike Autoren, wie etwa der griechische Arzt Galenos dies überliefern. Auch von anderen griechischen Autoren haben sich Schriften zu diesem Themenkreis erhalten, insbesondere von Autolykos von Pitane (etwa zeitgleich mit Euklid) und Theodosios von Bithynien (1. Jahrhundert v. Chr.).
Dem Hauptteil geht eine kurze Einleitung voraus. Es ist eine Mischung aus beschreibenden Definitionen, astronomischen Konzepten und einführenden Annahmen, die vermutlich nicht von Euklid stammen, sondern ein späteres Scholion zur Unterstützung der Leser und Schüler darstellen.

## Inhalt

### Einleitung
Es werden folgende astronomische Definitionen und Behauptungen (zum Teil mit Beweis) aufgestellt:
- Der Auf- und Untergang der Fixsterne wird jeweils an derselben Stelle beobachtet, wobei sie untereinander festen Abstand haben.
- Daher befinden sie sich auf Kreisbahnen mit dem Beobachter im Mittelpunkt. Diese Kreisbahnen sind parallel und haben als Pol einen unbewegten Stern im Sternbild Großer Bär (gr. Bär = arktoi). Allerdings existierte zur Zeit Euklids ein solcher sichtbarer Stern nicht[6]
- Die Sterne zwischen Pol und arktischem Kreis sind immer sichtbar, Sterne südlich davon haben einen Auf- und Untergang, sind also zum Teil über und zum Teil unter der Erde. Der Kreis, auf dem die Sterne gleich lang über wie unter der Erde sind, wird Äquator genannt. Weiter Kreise sind Milchstraße und Ekliptik (Zodiak, Tierkreis), die zu den Fixsternkreisen im spitzen Winkel stehen.
- Aus dem vorangegangenen wird gefolgert, dass der Kosmos als kugelförmig angenommen werden kann.
- Weitere Kreise auf der Kosmoskugel (= Sphäre) sind der Horizont, der Meridian (durch die Pole und senkrecht zum Horizont), und die Wendekreise. Horizont, Meridian, Ekliptik und Äquator sind Großkreise (Kreise auf der Sphäre, deren Mittelpunkt mit dem der Sphäre identisch ist).

Die Schrift entwickelt damit kein neues Weltbild, sondern bleibt in den Vorstellungen, die zur Zeit Euklids von einem Teil der antiken Wissenschaftler vertreten wurden, z. B. dem fast gleichzeitigen Autolykos von Pitane und dem etwas früheren Eudoxos von Knidos.

### Die Propositionen
(Die folgende Textdarstellung folgt den Paraphrasen von John Lennart Berggren)
Besonders interessant sind folgende Propositionen:
- Proposition 1: Die Erde ist der Mittelpunkt des Kosmos.
- Proposition 5: Von den Sternen, die einen Auf- und Untergang haben, haben die nördlicheren Sterne einen früheren Auf- und späteren Untergang.
- Proposition 9: Zwischen dem Äquator und dem Polarkreis haben die Tierkreiszeichen unterschiedlich Aufgangszeiten, die dem Krebs folgenden die längsten, die dem Steinbock folgenden die kürzesten.

Diese verschieden langen Auf- und Untergangszeiten haben – ebenso wie die unterschiedlichen Tageslicht-Zeiten – ihre Ursache in der schiefen Stellung der Erdachse zur Bahnebene der Erde um die Sonne. Die Proposition ist also ein Theorem zur Bestimmung der Dauer des Tageslichts; diesen Zusammenhang spricht Euklid allerdings in dem erhaltenen Teil der Schrift nicht an.
- Proposition 14: Von 2 gleichen Bögen der Ekliptik bleibt der, der dem sommerlichen Wendekreis der Sonne näher ist, länger sichtbar.

Der Beweis zeigt deutlich den geometrischen Ansatz Euklids. Er betrachtet die Ekliptik als Großkreis auf der Sphäre, der die Großkreise Äquator und Horizont, aber auch die Wendekreise in spitzem Winkel schneidet. Über die Länge der Strecken zwischen den Schnittpunkten postuliert er Sätze, die der sphärischen Geometrie nahe stehen. Insgesamt reichen die Ausführungen nicht an das zeitgleiche Niveau der griechischen Mathematik, und auch nicht der Elemente Euklids heran; die „Beweise“ sind oft nicht mehr als eine leicht veränderte Formulierung der Annahme.
Schon die Babylonische Astronomie berechnete die Taglichtdauer durch Addition der Aufgangzeiten der Tierkreiszeichen. Euklid verfolgte einen geometrischen Ansatz. Aber erst die trigonometrische Betrachtung durch Hipparchos und insbesondere Ptolemäus (Almagest, II, 8,9) brachten eine überzeugendere Lösung.

## Überlieferung und Weiterleben
Euklids Werk war lange Zeit Bestandteil der Lehrtexte für Schüler der Astronomie und Mathematik – nicht für Anfänger, sondern für „höhere Semester“ – noch aus dem 4. Jahrhundert liegen Kommentare des griechischen Mathematikers und Astronomen Pappos vor. Allerdings wurde der Text weitgehend durch fortgeschrittenere Schriften ersetzt, z. B. durch die Sphaerica des Theodosios von Bithynien.
David Gregory edierte und übersetzte den Text 1703. Heinrich Menge erstellte 1916 eine Edition und eine Übersetzung in die lateinische Sprache, John Lennart Berggren 1996 eine reich kommentierte Übersetzung ins Englische.

## Textausgaben und Übersetzungen
- Heinrich Menge: Phaenomena in EUCLIDIS Phaenomena et Scripta Musica, Leipzig 1916.
- John Lennart Berggren, R. S. D. Thomas: Euclids Phenomena – a translation and study of a hellenistic work in spherical astronomy, Garland Publishing 1996